# Vijayawada
Pronunciação
Vijayawada ou Bezwada é uma cidade do estado de Andra Pradexe, na Índia. Localiza-se nas proximidades do delta do rio Krishna. Tem cerca de 1071 mil habitantes. É um centro de peregrinação para os hindus. É uma das maiores cidades do estado de Andra Pradexe.

## História
A descoberta de artigos da Idade da pedra espalhados ao longo das margens do Rio Machilipatnam atè o Rio Nagarjuna Sagar indica que está área era habitada naquela época.